# Tiempo de vivir
Tiempo de vivir es el primer álbum de estudio del trovador, folclorista y poeta chileno Osvaldo Gitano Rodríguez, lanzado en 1972 por el sello discográfico DICAP. Fue el único disco que lanzó antes de su exilio en Europa, producto del Golpe de Estado de 1973 y posterior inicio de la dictadura militar.
El segundo tema del disco, «Valparaíso», se ha convertido en uno de los temas más afamados relacionados con esta ciudad portuaria. Los temas «Soneto a Violeta Parra» y «Defensa de Violeta Parra» están dedicados a su amiga, la cantautora Violeta Parra, en tanto que «En la tumba de García Lorca» va dirigida al poeta español Federico García Lorca.

## Lista de canciones
| Tiempo de vivir |                                           |                   |                                   |          |  |
| N.º             | Título                                    | Letras            | Música                            | Duración |  |
| 1.              | «Ha llegado aquel famoso tiempo de vivir» |                   | Martin Micharvegas, Albee Pavesse | 3:04     |  |
| 2.              | «Valparaíso»                              | Osvaldo Rodríguez | Osvaldo Rodríguez                 | 3:20     |  |
| 3.              | «Marcha de los estudiantes»               |                   |                                   | 2:10     |  |
| 4.              | «Romance del»                             |                   |                                   | 2:59     |  |
| 5.              | «En la tumba de García Lorca»             |                   |                                   | 3:00     |  |
| 6.              | «Defensa de Violeta Parra»                | Nicanor Parra     | Violeta Parra                     | 3:13     |  |
| 7.              | «La poesía de mis compañeros»             |                   |                                   | 4:25     |  |
| 8.              | «Soneto a Violeta Parra»                  |                   |                                   | 2:14     |  |
| 9.              | «Primero de mayo en la plaza del pueblo»  |                   |                                   | 2:30     |  |
| 10.             | «Ascensores»                              |                   |                                   | 2:07     |  |
| 11.             | «Décadas»                                 |                   |                                   | 5:57     |  |
| 34:59           |                                           |                   |                                   |          |  |